# 抒情歌曲
抒情歌曲（英語：sentimental ballad）是一种感情丰富的音乐风格，通常以浪漫关系和亲密关系为主题，偶尔涉及战争（抗议歌曲）、孤独、死亡、嗑药、政治和宗教，曲风哀婉雅正。谣曲一般都富于旋律性，足以引起听众的注意。
抒情歌曲在大多数音乐类型中都能找到，比如流行音乐、R&B、灵魂乐、乡村音乐、谣曲、摇滚和电子音乐。谣曲通常节奏缓慢，编曲丰富，重视旋律与和声。
抒情歌曲使用原声乐器，如吉他、钢琴、萨克斯管，有时还有管弦乐。许多现代主流谣曲往往以合成器、鼓机为特色，甚至在某种程度上还采用舞曲节奏。
抒情歌曲起源于19世纪后期的锡盘巷音乐工业，最初被称为「催人泪下的歌曲」或「客厅谣曲」，可能源自市井谣曲（broadside ballads）。抒情歌曲基调伤感，富于叙事性，多采用一部曲式，传播上或是单独出版，或是作为歌剧的一部分发行。
20世纪初，新的音乐流派开始出现，抒情歌曲热潮消退，但感伤犹有余温，「谣曲」（ballad）一词乃独立不死，推而广之，被用来代指20世纪50年代以来的慢节奏情歌。

## 类型

### 爵士乐和传统流行音樂
大多数爵士谣曲和传统流行音乐都是由一首单独的开篇诗组成，长度通常在16小节左右，以属音结尾。
副歌通常为16或32小节，采用AABA形式(尽管其他形式，如ABAC，也并不少见)。其中B段通常被称为「桥段」，而结尾的A段则较短，有时从桥段发展而来，如《飞越彩虹》（Over the Rainbow）。

### Pop和R&B谣曲
在现代Pop和R&B音乐中，「ballad」一词常指浪漫情歌，主题不外乎决裂分手和念念不忘。歌手通常会悲切于单相思或失恋，要么是一方遭到另一方的无视，要么是一方不念旧情扬长而去，要么是一段风流韵事影响了两人的关系。

### 强力谣曲
西蒙·弗里斯（英国社会音乐学家&前滚石批评家）认为，强力谣曲源于灵魂乐艺人（尤其是雷·查尔斯）的演绎，以及灵魂乐的改编者（如埃里克·波顿、汤姆·琼斯、乔·科克尔等）所创作的慢歌，此类慢歌的副歌通常音量宏大，感情丰沛，用鼓、电吉他伴奏，有时还会采用合唱。
查尔斯·亚伦(Charles Aaron)认为，强力谣曲诞生于20世纪70年代初，当时摇滚明星试图向观众传达深刻的信息，而随着1976年调频广播进入大众生活，强力谣曲开始进入美国主流意识。早先的一些歌曲，如坏手指乐队的《失去你》、保罗·麦卡特尼的《也许我会吃惊》，齐柏林飞艇的《阶通天堂》，空中铁匠的《梦》、林納·史金納的《自由的鸟》等，均藉调频广播获得了新的生命。
强力谣曲在卡彭特乐队的《再见，爱人》中也初露峥嵘，稍后则有皇后乐队的《一生所爱》(1975)《谁想永远活着》(1986)和《爱太多会杀死你》(1995)，金属乐队的《一个》(1988)《不可饶恕》(1991)《其他都不要紧》(1991)，拿撒勒乐队的《爱的伤口》(1974)，异域人乐队的《我想知道爱是什么》(1984)，红心乐团的《爱是什么》(1985)《独身》(1987)，毒药乐队的《每朵玫瑰都有刺》（1988）《执信的一些事》（1990），蝎子乐队的《变迁之风》(1990)，枪花乐队的《十一月的雨》(1991)，空中铁匠的《我不想错过一件事》(1998)，爱黛儿的《以火焚雨》。

### 拉丁谣曲
拉丁谣曲由博莱罗舞曲演变而来，起源于1960年代早期的拉丁美洲和西班牙。
20世纪70年代和80年代最著名的拉丁谣曲歌手之一是何塞·何塞。他被称为「谣曲王子」，职业生涯中卖出了超过4000万张专辑，并对后来的谣曲歌手，如克里斯蒂安·卡斯特罗、亚历杭德罗·费尔南德斯、内尔松·内德、曼努埃尔·米贾雷斯和露皮塔·达莱西奥等，都产生了巨大的影响。

## 另请参阅
- 挽歌
- 苦情歌
- 民谣摇滚